# Fabian Bredlow
Fabian Bredlow (* 2. März 1995 in Berlin) ist ein deutscher Fußballtorwart, der beim VfB Stuttgart unter Vertrag steht.

## Karriere

### Verein
Bredlow kam über die Jugendabteilungen der Berliner Klubs BFC Preussen, Lichtenrader BC 25 und FC Hertha 03 Zehlendorf zum Nachwuchs von RB Leipzig. Im Sommer 2014 wurde er an den FC Red Bull Salzburg verliehen, wo er beim Farmteam, dem FC Liefering als Kooperationsspieler eingesetzt wurde. Am 18. Juli 2014 hatte er unter Trainer Peter Zeidler beim 3:0-Auswärtssieg gegen den TSV Hartberg seinen ersten Einsatz als Fußballprofi. Am 16. September 2014 wurde er bei der 0:3-Heimniederlage abermals gegen den TSV Hartberg erstmals wegen einer Notbremse ausgeschlossen. Insgesamt bestritt er im Herbst 19 Partien für den FC Liefering, in denen er sechsmal ohne Gegentreffer blieb.
Zur Saison 2015/16 wechselte Bredlow in die 3. Liga zum Halleschen FC. Er erhielt einen Zweijahresvertrag.
Zur Saison 2017/18 ging Bredlow ablösefrei in die 2. Bundesliga zum 1. FC Nürnberg. Den Kontakt nach Nürnberg stellte dabei der damalige FCN-Keeper Raphael Schäfer, der seine Karriere beendete, her. Nach wenigen Spielen löste er Thorsten Kirschbaum als Stammtorwart ab. Mit dem 1. FC Nürnberg wurde er Vizemeister der 2. Bundesliga 2018 und stieg somit in die Bundesliga auf. In der folgenden Spielzeit absolvierte er 13 Bundesligaeinsätze, verlor seinen Stammplatz in der Folge jedoch an Christian Mathenia.
Zur Saison 2019/20 wechselte Bredlow nach dem Abstieg aus der Bundesliga zum Mitabsteiger VfB Stuttgart. Dort konnte er sich gegen den ebenfalls neu verpflichteten Schweizer Gregor Kobel im Kampf um den Platz des gewechselten Stammtorhüters Ron-Robert Zieler nicht durchsetzen und wurde zur Nummer zwei. Nachdem Kobel in 15 Ligaspielen 23 Gegentreffer kassiert hatte, schenkte Cheftrainer Tim Walter Bredlow zwischen dem 16. und dem 18. Spieltag das Vertrauen, anschließend rückte der Schweizer wieder ins Tor.
Wie schon in der Spielzeit 2019/20 durfte Bredlow beim VfB Stuttgart wieder im DFB-Pokal spielen. Zudem kam er aufgrund einer Verletzung von Stammtorwart Gregor Kobel am 32. Spieltag beim Heimspiel gegen den FC Augsburg in der Bundesliga zum Einsatz.
Aufgrund einer COVID-19-Erkrankung der Nummer eins Florian Müller kam Bredlow auch in der Saison 2021/22 mehrfach ab dem 8. Spieltag zum Einsatz.
In der Spielzeit 2022/23 löste Fabian Bredlow ab dem 20. Spieltag Florian Müller als Stammtorhüter beim VfB Stuttgart ab und bestritt die restlichen Ligaspiele. In den beiden Relegationsspielen gegen den Hamburger SV, in der der VfB den Klassenerhalt schaffte, fehlte Bredlow allerdings aufgrund einer Verletzung.
In der Saison 2023/24 musste sich Bredlow als Ersatztorhüter hinter Alexander Nübel einreihen und kam lediglich auf vier Einsätze. Dennoch verlängerte er seinen Vertrag bis Juni 2026.

### Nationalmannschaft
Am 11. Oktober 2014 kam er unter Teamchef Frank Wormuth beim 1:0-Heimsieg gegen die Türkei zu seinem ersten von insgesamt fünf Einsätzen in der deutschen U20-Fußballnationalmannschaft.

## Erfolge
- Deutscher Pokalsieger: 2025 (VfB Stuttgart)
- Aufstieg in die Bundesliga (2): 2018 (1. FC Nürnberg), 2020 (VfB Stuttgart)